# Mario Majeroni

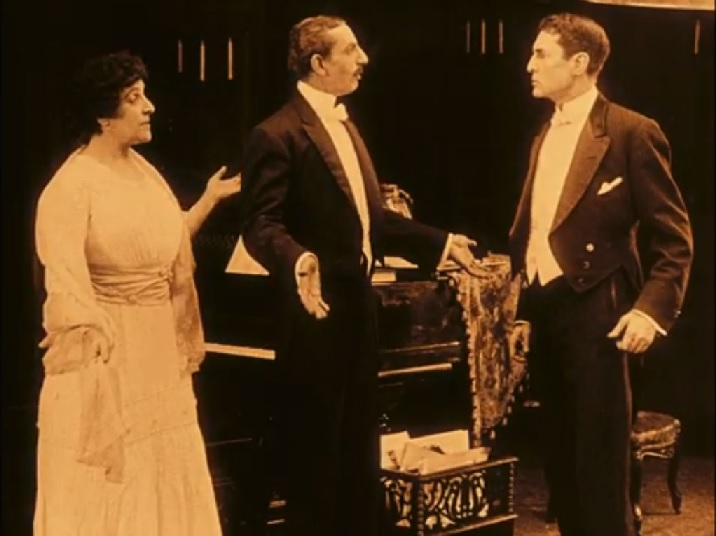
De g. à d., Grace Reals, Mario Majeroni et William Gillette, dans Sherlock Holmes (1916)

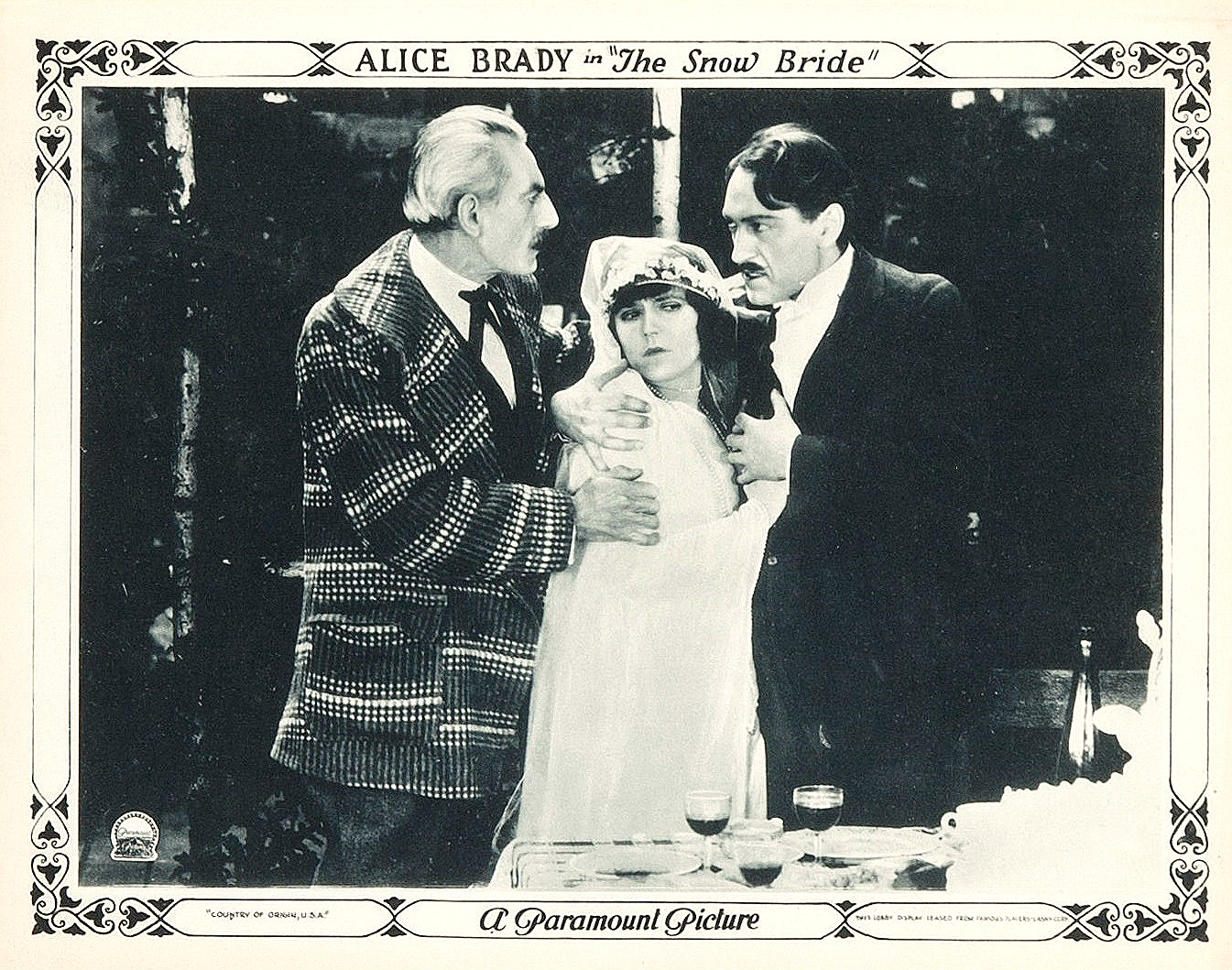
À g., avec Alice Brady, dans The Snow Bride (1923)

Mario Majeroni est un acteur américain d'origine italienne, né courant 1870 en Sardaigne, mort le 18 novembre 1931 à New York (État de New York).

## Biographie
Après un passage par l'Australie, Mario Majeroni émigre aux États-Unis en 1906 et débute au théâtre à Broadway l'année suivante (1907), dans Mademoiselle Josette, ma femme de Paul Gavault et Robert Charvay, aux côtés de Billie Burke et Ferdinand Gottschalk. Suivent treize autres pièces sur les planches new-yorkaises, dont Divorçons de Victorien Sardou et Émile de Najac (1913, avec Maude Turner Gordon et Frank Reicher) et Stripped de Jane Murfin (1929, avec Lionel Atwill et Jessie Royce Landis).
Sa dernière pièce à Broadway est Cynara d'H.M. Harwood et R.F. Gore-Brown, produite du 2 novembre 1931 à mai 1932. Il meurt brutalement une quinzaine de jours après le début des représentations, à 61 ans.
Au cinéma, Mario Majeroni contribue à trente films muets américains sortis entre 1914 et 1927, dont Sherlock Holmes d'Arthur Berthelet (1916, avec William Gillette et Edward Fielding), Le Mystère de la Vallée Blanche de Frank Borzage (1922, avec Alma Rubens et Lew Cody) et Larmes de reine d'Allan Dwan (1924, avec Gloria Swanson et Ian Keith).
Il est le frère de l'acteur George Majeroni (1877-1924), également installé aux États-Unis, avec lequel il est parfois confondu.

## Théâtre à Broadway (intégrale)
- 1907 : Mademoiselle Josette, ma femme (My Wife) de Paul Gavault et Robert Charvay, adaptation de Michael Morton, production de Charles Frohman
- 1908 : Jack Straw de William Somerset Maugham, production de Charles Frohman : le comte Adrian Von Bremer
- 1909 : Israël (Israel) d'Henri Bernstein, production de Charles Frohman
- 1913 : Divorçons (Divorcons) de Victorien Sardou et Émile de Najac : M. Clavinac
- 1913-1914 : At Bay de George Scarborough : Judson Flagg
- 1914 : Yosemite de Charles A. Taylor
- 1915 : The Critic de Richard Brinsley Sheridan
- 1917 : Here Comes the Bride de Max Marcin et Roy Atwell
- 1920 : The Mandarin d'Herman Bernstein : l'étranger
- 1923 : Casanova de Lorenzo De Azertis, adaptation de Sidney Howard : le capitaine Michael Echedy
- 1926 : Kongo de Chester De Vonde et Kilbourn Gordon : Zoombie
- 1929 : Stripped de Jane Murfin, mise en scène de Lionel Atwill : M'sieu Orlando
- 1931 : Wunder um Verdun (Miracle at Verdun) d'Hans Chlumberg, adaptation de Julian Leigh : le représentant tchécoslovaque
- 1931 : Cynara d'H.M. Harwood et R.F. Gore-Brown : M. Small

## Filmographie partielle
- 1914 : The Nightingale d'Augustus E. Thomas : David Mantz
- 1916 : Sherlock Holmes d'Arthur Berthelet : James Larrabee
- 1916 : Miss Bengali (Less Than the Dust) de John Emerson : Ramlan
- 1917 : The White Raven de George D. Baker : l'impresario Baldini
- 1920 : From Now On de Raoul Walsh : Capriano
- 1920 : Les Compagnons de la nuit (Partners of the Night) de Paul Scardon : l'oncle Joe Russell
- 1922 : Le Visage dans le brouillard (The Face in the Fog) d'Alan Crosland : le grand duc Alexis
- 1922 : Le Mystère de la Vallée Blanche (The Valley of Silent Men) de Frank Borzage : Pierre Radison
- 1923 : Malgré la honte (The Steadfast Heart
- 1923 : The Snow Bride d'Henry Kolker : Gaston Laroux
- 1923 : Les Ennemis de la femme (Enemies of Women) d'Alan Crosland : le duc de Delille
- 1924 : Les Loups de Montmartre (The Humming Bird) de Sidney Olcott : La Roche
- 1924 : Le Tango tragique (Argentine Love) d'Allan Dwan : le sénateur Cornejo
- 1924 : Larmes de reine (Her Love Story) d'Allan Dwan : le premier ministre
- 1925 : The Little French Girl de Herbert Brenon : De Maubert
- 1925 : Incognito (The King of Main Street) de Monta Bell : le comte Krenko
- 1927 : Rubber Heels de Victor Heerman : le prince Zibatchefsky